# Circoscrizioni di Torino

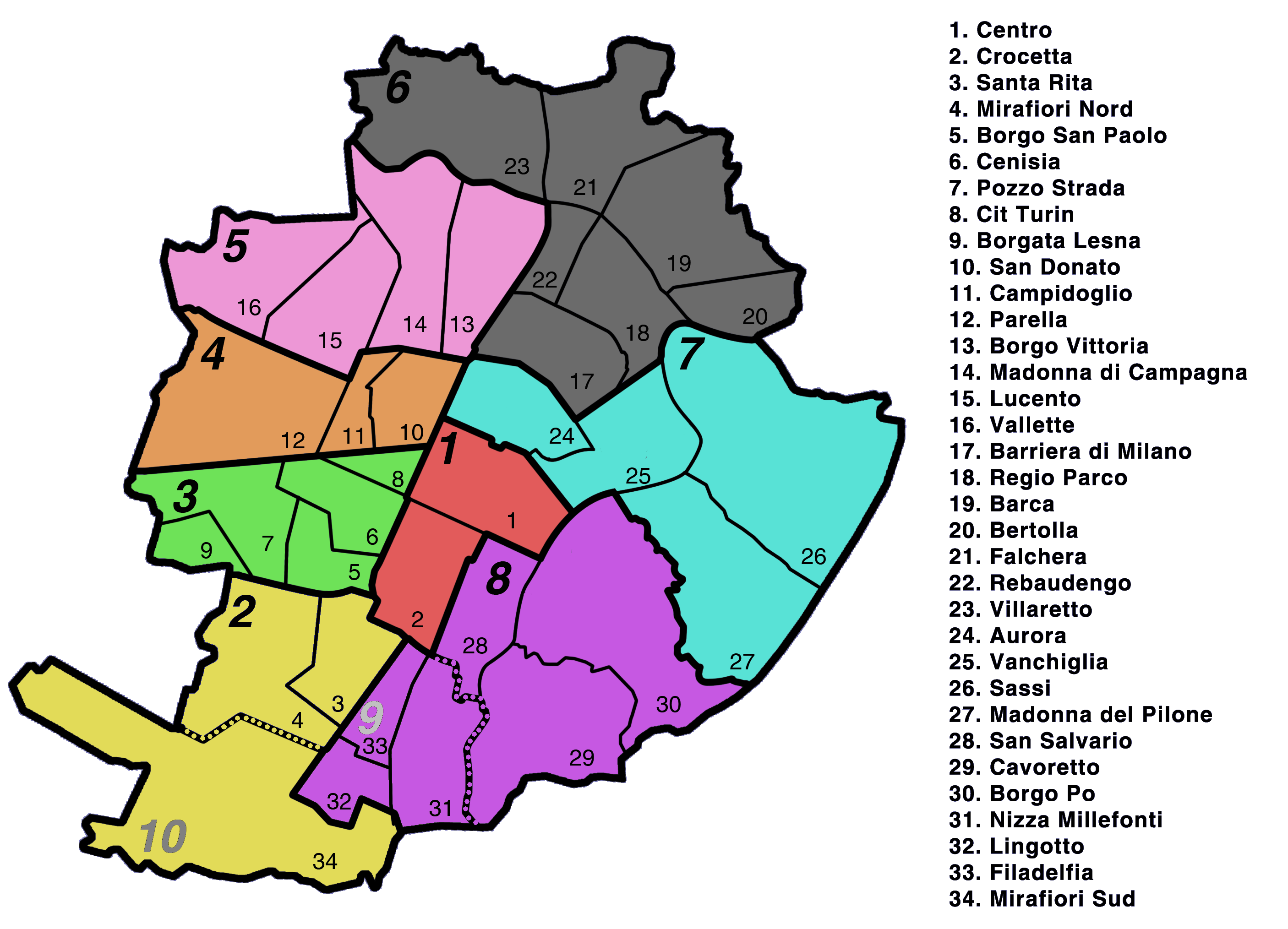
Mappa delle Circoscrizioni di Torino

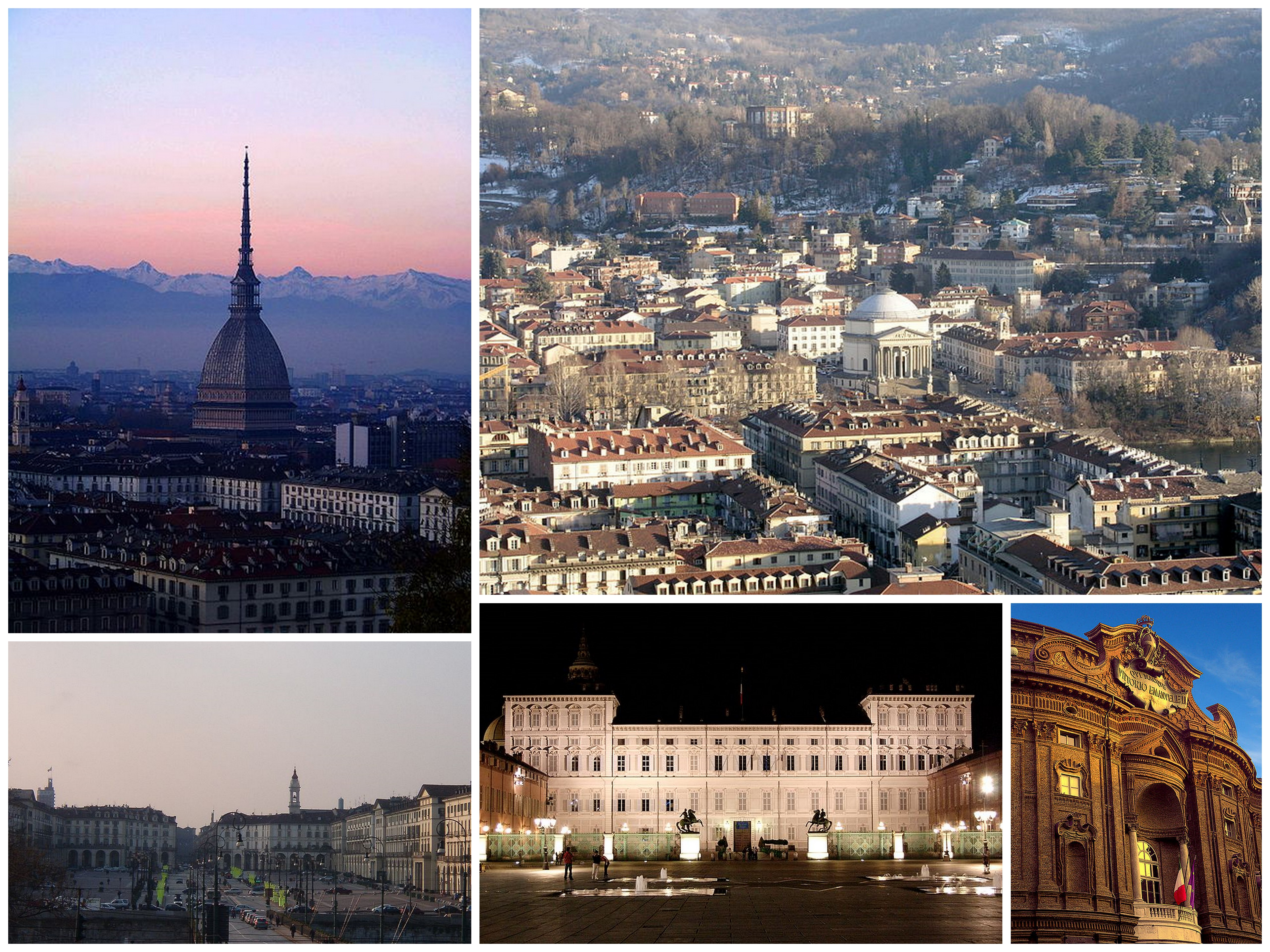
Alcuni scorci di Torino (in senso orario: la Mole Antonelliana che spicca; Borgo Po e Cavoretto; Piazza Vittorio Veneto e il Ponte Vittorio Emanuele I sul Po; il Palazzo Reale e la Piazzetta Reale da Piazza Castello; il Palazzo dei Principi di Carignano)

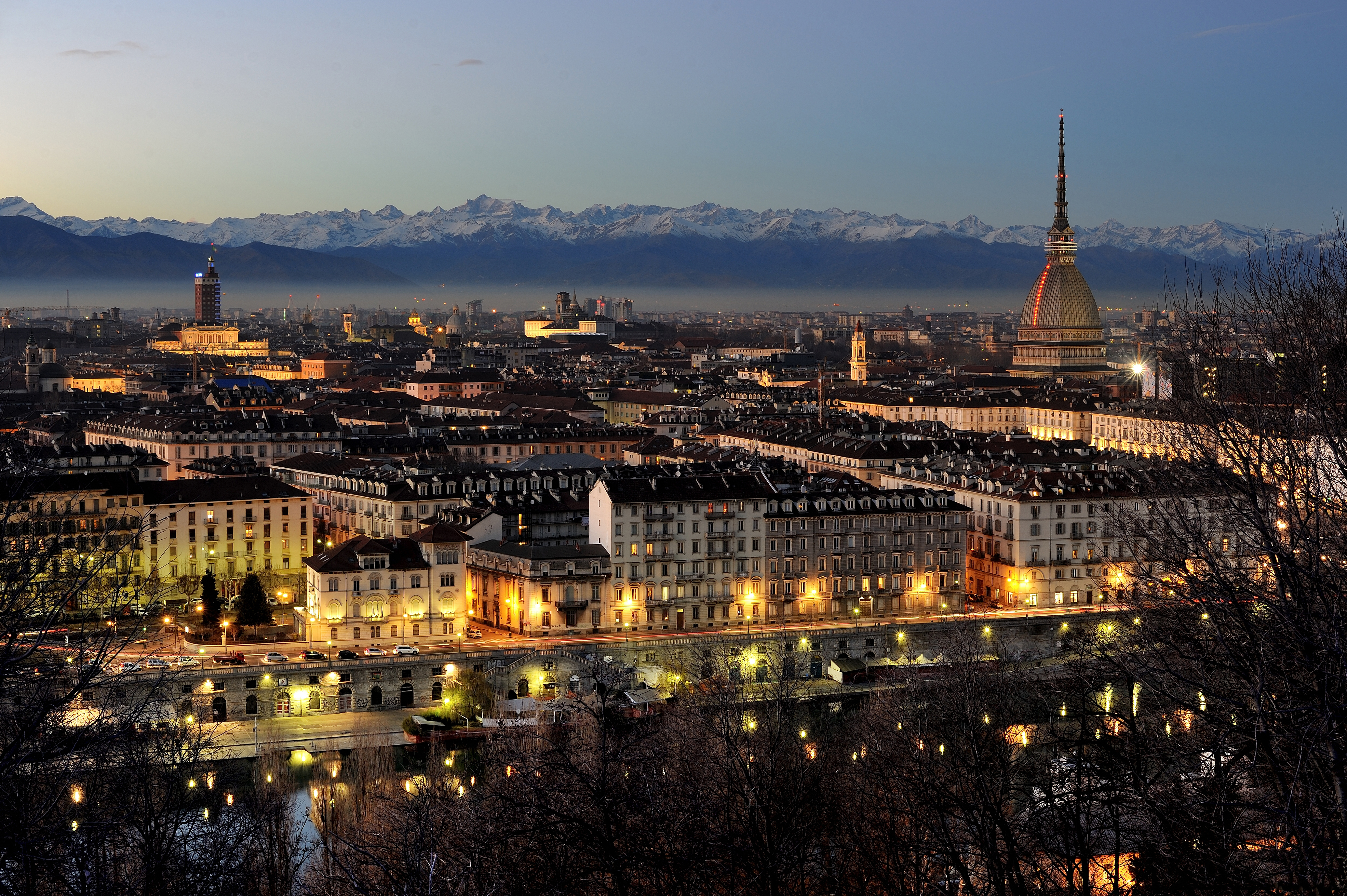
Vista sulla città dal Monte dei Cappuccini

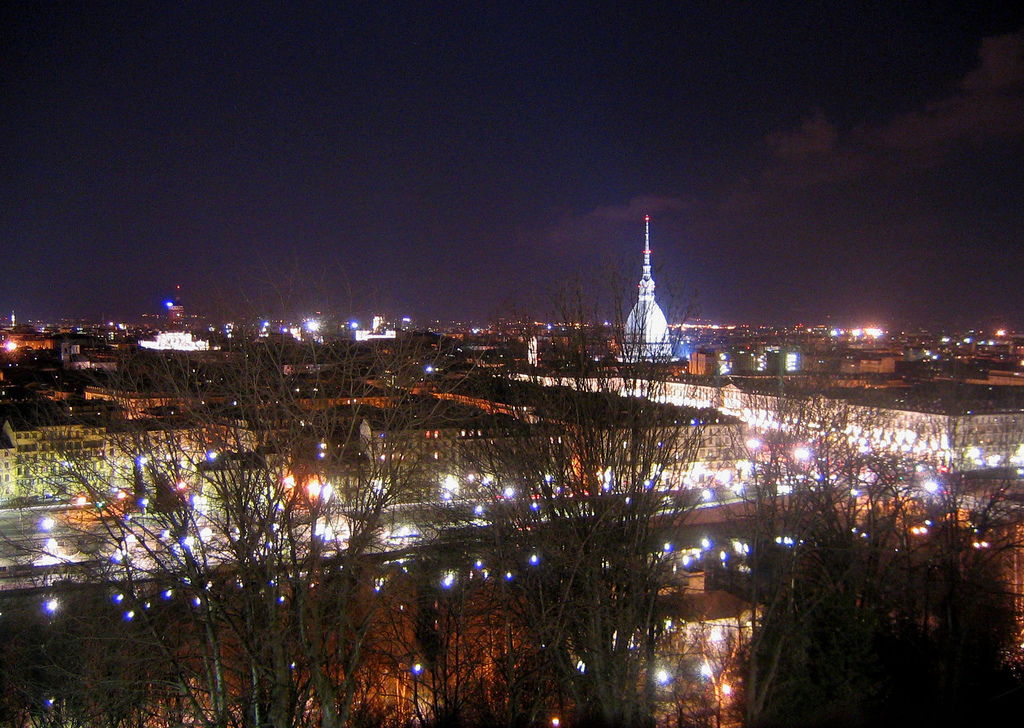
La stessa vista in notturna

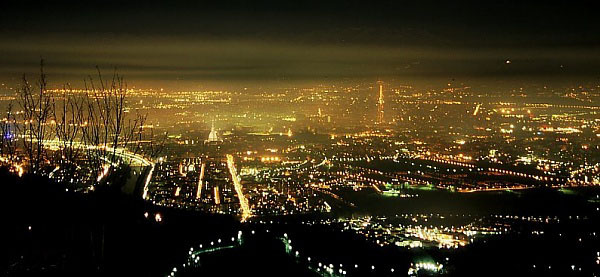
Veduta dal colle di Superga

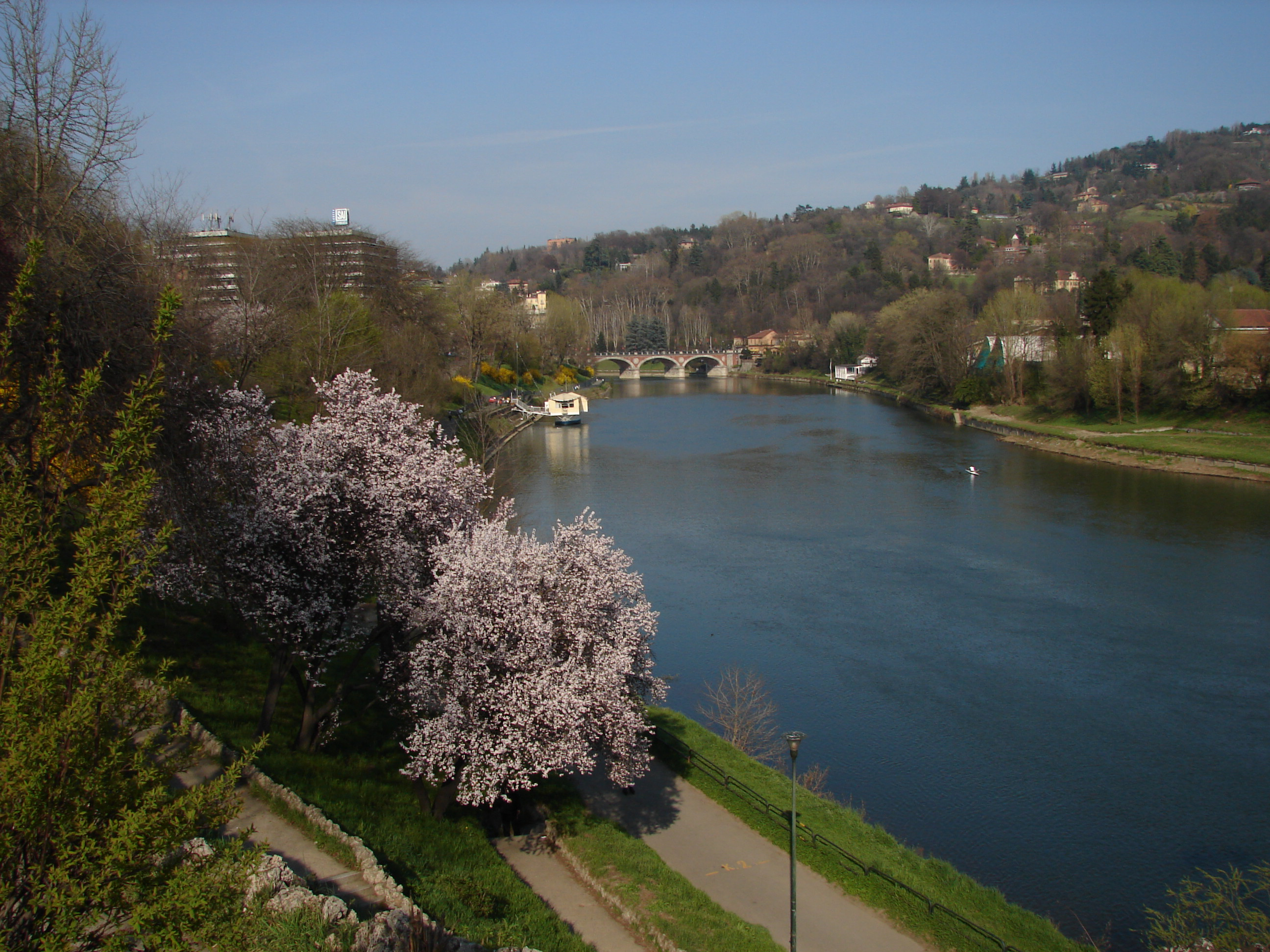
Vista del Po a Torino

Le circoscrizioni di Torino sono le 8 macro-zone amministrative in cui suddivisa la città di Torino a partire dal 2016, coi relativi centri civici. A loro volta, le circoscrizioni raggruppano complessivamente 94 zone statistiche, che si articolano nei rispettivi 34 quartieri cittadini.

## Panoramica dei quartieri
Le circoscrizioni torinesi sono composte da una molteplicità di quartieri, spesso definiti come borghi, borgate, rioni o zone (in passato anche regioni e sezioni). Qui di seguito sono riportati alcuni dei principali.
| Circoscrizione   | Stemma | Residenti (2011) | Superficie | Quartieri |
| ---------------- | ------ | ---------------- | ---------- | --- |
| Circoscrizione 1 |        | 78.523 ab.       | 7,006 km²  | - Centro (Quadrilatero Romano, Borgo Nuovo) - Crocetta - San Secondo |
| Circoscrizione 2 |        | 141.344 ab.      | 18,818 km² | - Santa Rita - Mirafiori Nord (Borgo Cina, Città Giardino) - Mirafiori Sud (Mirafiori Sud, Città Giardino, Cime Bianche, Borgata Mirafiori, Le Basse) |
| Circoscrizione 3 |        | 130.709 ab.      | 8,623 km²  | - Borgo San Paolo (Rione Lancia) - Cenisia - Pozzo Strada - Borgata Lesna - Cit Turin |
| Circoscrizione 4 |        | 98.787 ab.       | 9,183 km²  | - San Donato - Martinetto - Basso San Donato/Spina 3 - Campidoglio - Parella |
| Circoscrizione 5 |        | 126.666 ab.      | 15,583 km² | - Borgo Vittoria (Borgata Tesso) - Madonna di Campagna (Barriera di Lanzo) - Lucento - Borgata Ceronda - Vallette (Continassa) |
| Circoscrizione 6 |        | 107.369 ab.      | 25,206 km² | - Barriera di Milano (Monte Bianco) - Regio Parco - Barca - Bertolla - Falchera - Pietra Alta - Rebaudengo - Villaretto - fraz. Famolenta |
| Circoscrizione 7 |        | 89.448 ab.       | 22,582 km² | - Aurora (Borgo Dora, Borgo Rossini, Porta Palazzo, Valdocco) - Borgo Vanchiglia / Vanchiglietta - Borgata Rosa-Sassi (Superga) - Madonna del Pilone (Lomellina, Mongreno, Reaglie)                                                                                           |
| Circoscrizione 8 |        | 134.028 ab.      | 23,165 km² | - San Salvario - Cavoretto (Colle dell'Eremo, Borgo del Pilonetto) - Borgo Po (Gran Madre, Borgo Crimea, San Vito, Val Salice, Monte dei Cappuccini, Colle della Maddalena) - Nizza Millefonti (Città della Salute, Barriera Nizza, Italia '61) - Lingotto (Borgo Filadelfia) |

## Panoramica delle circoscrizioni
| Circoscrizioni   | Delimitazione amministrativa |
| ---------------- | --- |
| Circoscrizione 1 | Via Nizza da Corso Vittorio Emanuele II fino al civico 18 (escluso) - Linea immaginaria dall'asse della Via Nizza alla Ferrovia Torino-Genova - Ferrovia Torino-Genova fino a Corso Bramante - Corso Bramante e in prosecuzione Corso Lepanto e (per Piazza Costantino il Grande) Corso Monte Lungo fino a Corso IV Novembre - Corso IV Novembre, per Largo Orbassano, fino a Corso Mediterraneo - Corso Mediterraneo e in prosecuzione Corso Castelfidardo fino a Corso Vittorio Emanuele II fino a Corso Inghilterra - Corso Inghilterra e, per Piazza Statuto, Corso Principe Oddone fino a Corso Regina Margherita - Corso Regina Margherita fino a Corso San Maurizio - Corso San Maurizio fino al Lungopo Cadorna e suo protendimento fino alla mezzeria del fiume Po - Fiume Po fino al Ponte Umberto I - Corso Vittorio Emanuele II fino in Via Nizza |
| Circoscrizione 2 | Corso Unione Sovietica dall'incrocio dei Corsi Lepanto e Bramante fino a Corso Tazzoli - Corso Tazzoli fino a Corso Orbassano (Piazza Cattaneo) - Corso Orbassano fino alla Strada vic.le del Portone - Strada vic.le del Portone fino al confine con il Comune di Grugliasco - Confine con il Comune di Grugliasco fino all'asse della Ferrovia Torino-Modane - Linea ferroviaria Torino-Modane fino a Corso Rosselli (Piazza Marmolada) - Corso Rosselli fino alla confluenza dei Corsi Mediterraneo e Duca degli Abruzzi (Largo Orbassano) - Per il Largo Orbassano, Corso IV Novembre fino a Corso Monte Lungo - Corso Monte Lungo e in prosecuzione, per Piazza Costantino il Grande, Corso Lepanto fino a Corso Unione Sovietica - Corso Unione Sovietica da Corso Tazzoli fino a Via Onorato Vigliani - Via Onorato Vigliani fino a Via Pio VII - Via Pio VII fino a Corso Traiano - Corso Traiano fino all'asse della linea ferroviaria Torino-Genova - Ferrovia Torino-Genova fino al confine con il Comune di Moncalieri - Confine con il Comune di Moncalieri e, in prosecuzione, con i Comuni di Nichelino, Beinasco, Orbassano, Rivoli, Grugliasco - Confine con il Comune di Grugliasco fino alla Strada vic.le del Portone - Strada vic.le del Portone fino a Corso Orbassano - Corso Orbassano fino a Corso Tazzoli (Piazza Cattaneo) - Corso Tazzoli fino a Corso Unione Sovietica |
| Circoscrizione 3 | Corso Inghilterra da Corso Francia fino a Corso Vittorio Emanuele II - Corso Vittorio Emanuele II fino a Corso Castelfidardo - Corso Castelfidardo e, in prosecuzione, Corso Mediterraneo fino alla confluenza dei Corsi Duca degli Abruzzi e Rosselli (Largo Orbassano) - Corso Rosselli fino all'asse della Linea ferroviaria Torino-Modane - Ferrovia Torino-Modane fino al confine con il Comune di Grugliasco - Confine con il Comune di Grugliasco e in prosecuzione confine con il Comune di Collegno fino a Corso Francia - Corso Francia fino a Corso Inghilterra |
| Circoscrizione 4 | Corso Francia da Corso Inghilterra fino al confine con il Comune di Collegno - Confine con il Comune di Collegno fino al raccordo tra SS. 24 Torino-Pianezza e il Corso Regina Margherita - Corso Regina Margherita fino all'incrocio con i Corsi Lecce e Potenza (con minime varianti imposte dalla necessità di mantenere l'integrità di alcuni confini elettorali, pertanto i civici Corso Regina Margherita 497, Via Pietro Cossa 263 e Corso Regina Margherita dal 371/10 al 371/21, che rimangono attribuiti alla Circoscrizione 5 ai soli fini elettorali) - Corso Potenza fino a Via Nole - Via Nole e, per Piazza Piero della Francesca, Corso Mortara fino al suo protendimento dalla Piazza Baldissera - Corso Principe Oddone da Piazza Baldissera fino a Corso Francia |
| Circoscrizione 5 | Corso Mortara e suo protendimento dalla Piazza Baldissera, per Piazza Piero della Francesca fino a Via Nole - Via Nole fino a Corso Potenza - Corso Potenza fino a Corso Regina Margherita - Corso Regina Margherita fino al Confine con il Comune di Collegno (con minime varianti imposte dalla necessità di mantenere l'integrità di alcuni confini elettorali, pertanto i civici Corso Regina Margherita 497, Via Pietro Cossa 263 e Corso Regina Margherita dal 371/10 al 371/21, che rimangono attribuiti alla Circoscrizione 5 ai soli fini elettorali) - Confine con il Comune di Collegno e in prosecuzione confini con i Comuni di Venaria Reale e di Borgaro Torinese (mezzeria del torrente Stura di Lanzo) - Mezzeria del Torrente Stura di Lanzo fino al ponte della linea ferroviaria Torino-Venezia - Ferrovia Torino-Venezia fino a Via Stradella - fino a Corso Mortara |
| Circoscrizione 6 | Via Stradella da Corso Vigevano fino alla Ferrovia Torino-Venezia - Ferrovia Torino-Venezia fino al ponte sul torrente Stura di Lanzo - Mezzeria del torrente Stura di Lanzo fino al confine con i Comuni di Borgaro Torinese e Venaria Reale - Confine del Comune di Borgaro Torinese e in prosecuzione con i Comuni di Settimo Torinese e di San Mauro Torinese fino alla mezzeria del fiume Po - Mezzeria del fiume Po e linea immaginaria che la unisce a Via Pindemonte - Via Pindemonte e in prosecuzione Corso Regio Parco fino a Corso Novara - Corso Novara e in prosecuzione (per Piazza Crispi) Corso Vigevano fino a Via Stradella. La Circoscrizione 6 comprende inoltre l'isola amministrativa denominata "Quartiere Famolenta" |
| Circoscrizione 7 | Corso Vigevano da Via Stradella e in prosecuzione (per Piazza Crispi) Corso Novara fino a Corso Regio Parco - Corso Regio Parco e in prosecuzione Via Pindemonte - Linea immaginaria che protendendosi da Via Pindemonte raggiunge la mezzeria del fiume Po - Mezzeria del fiume Po fino al confine con il Comune di San Mauro Torinese - Confine con il Comune di San Mauro Torinese e in prosecuzione al confine con i Comuni di Baldissero Torinese, Pino Torinese, Pecetto Torinese - Confine con il Comune di Pecetto Torinese fino al protendimento della Strada cons.le del Mainero, dal civico 186 alla linea immaginaria che si collega con il civico 210 della Strada com.le Val San Martino inferiore - Strada com.le Val San Martino inferiore, per Piazza Hermada, fino a Corso Gabetti - Corso Gabetti fino al Ponte Regina Margherita - Mezzeria del fiume Po da Ponte Regina Margherita alla linea immaginaria che si protende al Corso San Maurizio - Corso San Maurizio fino a Corso Regina Margherita - Corso Regina Margherita fino a Corso Principe Oddone - Corso Principe Oddone, per Piazza Baldissera, fino a Corso Vigevano |
| Circoscrizione 8 | Corso Vittorio Emanuele II da Via Nizza alla mezzeria del fiume Po (Ponte Umberto I) - Mezzeria del fiume Po fino al Ponte Regina Margherita - Corso Gabetti, per Piazza Hermada, fino alla Strada com.le Val San Martino inferiore - Strada com.le Val San Martino inferiore fino al civico 210 - Linea immaginaria che dal civico 210 di Strada com.le Val San Martino inferiore con la Strada del Mainero - Strada del Mainero fino al termine e suo protendimento a raggiungere il confine con il Comune di Pecetto - Confine con il Comune di Pecetto e, in prosecuzione, confine con il Comune di Moncalieri fino alla mezzeria del Fiume Po - Mezzeria del Fiume Po fino alla linea immaginaria che costituisce il protendimento di Via Santena - Via Santena e suo protendimento fino a Corso Spezia - Corso Spezia fino a Piazza Bozzolo e poi da Piazza Bozzolo a Via Abegg - Via Abegg fino in Via Genova - Via Genova fino a Corso Bramante - Corso Bramante fino all'asse della Ferrovia Torino-Genova - Ferrovia Torino-Genova fino a Via Nizza, al civico 18 - Linea immaginaria che si diparte dalla Ferrovia Torino-Genova fino a Via Nizza - Via Nizza fino a Corso Vittorio Emanuele II - Corso Bramante da Corso Unione Sovietica fino a Via Genova - Via Genova fino a Via Abegg - Via Abegg fino a Via Cherasco - Via Cherasco, per Piazza Bozzolo, fino a Corso Spezia - Corso Spezia fino all'incrocio con le vie Ventimiglia e Santena - Via Santena e suo prolungamento immaginario fino alla mezzeria del Fiume Po - Mezzeria del Fiume Po fino al confine con il Comune di Moncalieri - Confine con il Comune di Moncalieri fino all'asse della Ferrovia Torino-Genova - Ferrovia Torino-Genova fino a Corso Traiano - Corso Traiano fino a Via Onorato Vigliani - Via Onorato Vigliani fino a Corso Unione Sovietica (Piazzale Caio Mario) - Corso Unione Sovietica fino all'incrocio con i Corsi Lepanto e Bramante. |

## Presidenti delle circoscrizioni
| Municipi         | 2021 cen-sin. (Lo Russo) cen-des. (Damilano) | 2021 cen-sin. (Lo Russo) cen-des. (Damilano) |
| ---------------- | -------------------------------------------- | -------------------------------------------- |
| Circoscrizione 1 |                                              | Cristina Savio                               |
| Circoscrizione 2 |                                              | Luca Rolandi                                 |
| Circoscrizione 3 |                                              | Francesca Troise                             |
| Circoscrizione 4 |                                              | Alberto Re                                   |
| Circoscrizione 5 |                                              | Enrico Crescimanno                           |
| Circoscrizione 6 |                                              | Valerio Lomanto                              |
| Circoscrizione 7 |                                              | Gian Luca Deri                               |
| Circoscrizione 8 |                                              | Massimiliano Miano                           |

## Zone statistiche e relativi quartieri
1. Municipio
2. Palazzo Reale
3. Palazzo Carignano
4. Piazza San Carlo
5. Piazza Statuto
6. Piazza Vittorio Veneto
7. Borgo Nuovo
8. Comandi militari
9. San Salvario-Valentino
10. Porta Nuova-San Secondo
11. Vanchiglia
12. Borgo Dora
13. Parco Michelotti-Borgo Po
14. Motovelodromo
15. Piazza Crimea
16. San Donato
17. Porta Susa-Nuovo Tribunale
18. Politecnico
19. Piazza Nizza
20. Corso Dante-Ponte Isabella
21. Gasometro
22. Vanchiglietta
23. Rossini
24. Aurora
25. Ospedale Amedeo di Savoia
26. Crocetta
27. Ospedale Mauriziano
28. Corso Lepanto
29. Campidoglio
30. La Tesoriera
31. Boringhieri
32. Cenisia
33. San Paolo
34. Monginevro
35. Polo Nord
36. Cimitero Generale
37. Maddalene
38. Monterosa
39. Monte Bianco
40. Regio Parco
41. Barriera di Milano
42. Borgata Vittoria
43. La Fossata
44. Officine Savigliano
45. Madonna di Campagna
46. Barriera di Lanzo
47. Ceronda-Martinetto
48. Lucento
49. Parco della Pellerina
50. Parella-Lionetto
51. Pozzo Strada
52. Parco Ruffini-Borgata Lesna
53. Santa Rita

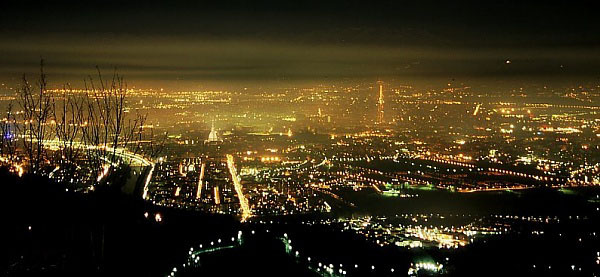
Panorama notturno di Torino dal colle di Superga

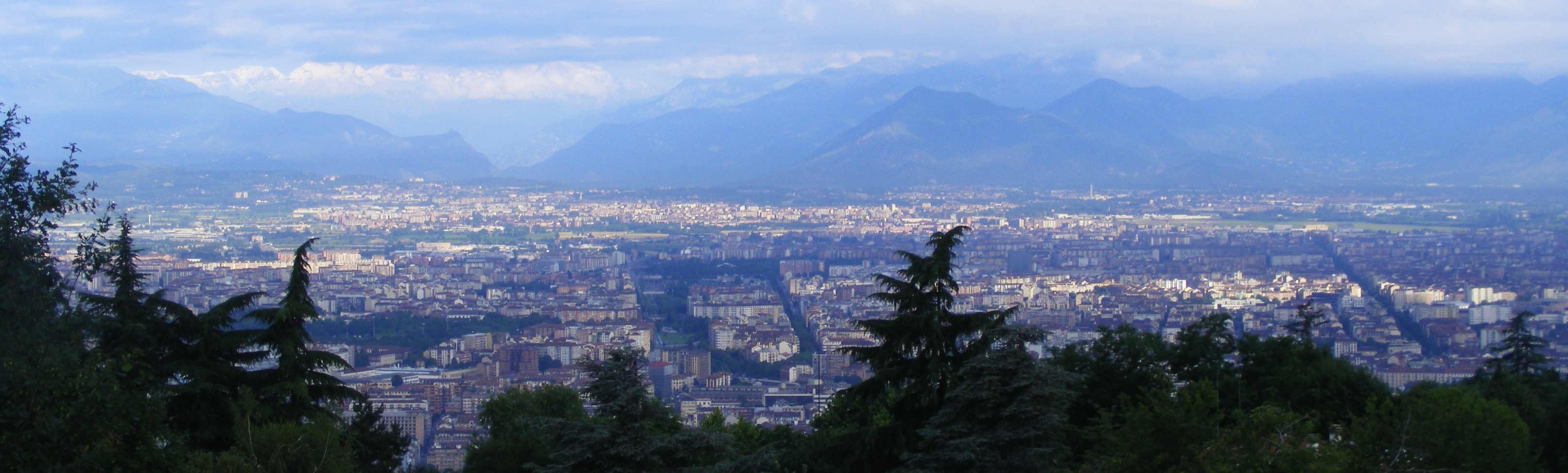
La conurbazione torinese vista da est (sponde del Po) ad ovest (sbocco della Val di Susa sulla pianura)

54. Stadio Olimpico Grande Torino-Piazza d'Armi
55. Istituto di Riposo vecchiaia
56. Mercati Generali
57. Molinette-Millefonti
58. Lingotto-Barriera di Nizza
59. Corso Siracusa
60. Fiat Mirafiori
61. Corso Traiano
62. Gerbido
63. Venchi Unica
64. Aeronautica
65. Le Vallette
66. Strada di Lanzo
67. Basse di Stura
68. Barriera di Stura
69. Fioccardo
70. Pilonetto
71. Madonna del Pilone
72. Sassi
73. Valgrande-Cartman
74. Val Piana-Val San Martino
75. Val Salice
76. Villaretto
77. Falchera
78. Villaggio Snia-Abbadia di Stura
79. Bertolla
80. Superga
81. Mongreno
82. Reaglie-Forni e Goffi
83. Santa Margherita
84. Eremo-Strada di Pecetto
85. San Vito
86. Parco della Rimembranza
87. Cavoretto-Val Pattonera
88. Strada Ronchi-Tetti Gramaglia
89. Giardino Colonnetti
90. Borgata Mirafiori
91. Mirafiori Sud
92. Cimitero Parco Torino sud